# روبرت وليم سميث (ملحن)
روبرت وليم سميث (بالإنجليزية: Robert W. Smith)‏ هو منتج أسطوانات ومدرس وملحن أمريكي، ولد في 24 أكتوبر 1958 في داليفيل في الولايات المتحدة.

## وصلات خارجية
- روبرت وليم سميث على موقع ميوزك برينز (الإنجليزية)